# Craugastor cyanochthebius
Espèce
Statut de conservation UICN

 EN  : En danger
Craugastor cyanochthebius est une espèce d'amphibiens de la famille des Craugastoridae.

## Répartition
Cette espèce est endémique du département de Copán au Honduras. Elle se rencontre de 900 à 1 200 m d'altitude sur le versant Ouest du Cerro Azul dans la Sierra del Espíritu Santo.

## Publication originale
- McCranie et Smith, 2006 : A new species of Craugastor (Anura: Leptodactylidae) of the alfredi group from western Honduras. Herpetologica, vol. 62, no 2, p. 183-190 (texte intégral).